# Abric de les Llibreres
L'abric de les Llibreres és un abric del municipi de Freginals (Montsià) amb representacions de pintura rupestre protegides com a Patrimoni de la Humanitat en el conjunt de l'Art rupestre de l'arc mediterrani de la península Ibèrica. Està situat prop de la cinglera de la Pietat en la serra de Godall.
L'abric va ser descobert l'abril de 1983 pel Centre Excursionista d'Ulldecona. Té unes dimensions de 5,5 m per 2,4 m. La inclinació de la visera i la paret respecte a terra és de 65 graus. S'obre a llevant, amb un accés difícil. En un pany d'uns 40 cm², a menys d'un metre del sòl actual de la cavitat, es pot contemplar una escena formada per set quadrúpedes. La tècnica emprada és la de les tintes planes. La gamma cromàtica utilitzada és la de roigs foscos. Totes les figures, tret d'una, miren a l'esquerra.
La figura 1 localitzada en el sector dret del pany, és la més completa i la més gran. Es tracta d'un cèrvid en posició estàtica. L'alçada màxima és de 19 cm. La figura 2 és a la banda dreta del fris just a sota de la part posterior de la figura precedent. La part més ben conservada comprèn el cos i les extremitats en una posició estàtica. La llargada màxima és de 9 cm. La figura 3, a l'esquerra, és una cabra de la qual se'n destaquen el coll, el cap i les banyes. L'alçada màxima és de 5 cm. La figura 4 és de les més grans que es conserven en aquesta cavitat i es troba a l'esquerra de la figura anterior, gairebé a tocar. L'alçada màxima és de 6,5 cm. La figura 5 és situada en el sector inferior del fris, sota les figures 3, 4 i 6. És la més ben conservada. Es tracta d'una cabra clarament definida, amb el cap, les banyes i les orelles ben visibles. L'alçada és de 8 cm. De la figura 6 la part conservada es limita a les extremitats posteriors d'un altre exemplar de cèrvid o de caprí. La figura 7 queda una mica separada del grup i és l'única que mira a la dreta. Es pot veure només el cap amb les banyes i la part anterior del tronc, prou per a identificar-la amb un cèrvid. L'alçada màxima és de 10 cm.